# True to the Navy
Pour plus de détails, voir Fiche technique et Distribution.
True to the Navy est un film américain réalisé par Frank Tuttle, sorti en 1930.

## Synopsis
Une jeune serveuse de San Diego fait tourner la tête à beaucoup de marins mais elle n'aime qu'un artilleur, qui ne veut pas être lié à une seule femme...

## Fiche technique
- Titre : True to the Navy
- Réalisation : Frank Tuttle
- Scénario : Keene Thompson, Doris Anderson et Herman J. Mankiewicz
- Photographie : Victor Milner
- Montage : Doris Drought
- Société de production : Paramount Pictures
- Pays de production : États-Unis
- Format : Noir et blanc - Mono
- Genre : comédie romantique
- Date de sortie : 1930

## Distribution
- Clara Bow : Ruby Nolan
- Fredric March : Bull's Eye McCoy
- Harry Green : Solomon Bimberg
- Rex Bell : Eddie
- Eddie Fetherston : Michael
- Sam Hardy : Brady
- Jed Prouty : Danseur
- Louise Beavers (non créditée)
- Frances Dee (non créditée)
- Guy Oliver (non crédité)